# Liga Narodów UEFA (2024/2025)/Grupa D1
W Grupie D1 Ligi Narodów UEFA 2024/25 brały udział następujące zespoły:
- Gibraltar
- Liechtenstein
- San Marino

## Tabela
| Lp. | Drużyna        | M | Z | R | P | B+ | B- | +/– | Pkt | Awans lub kwalifikacja |  | San Marino | Gibraltar | Liechtenstein |
| --- | -------------- | - | - | - | - | -- | -- | --- | --- | ---------------------- |  | ---------- | --------- | ------------- |
| 1   | San Marino (A) | 4 | 2 | 1 | 1 | 5  | 3  | +2  | 7   | awans do Dywizji C     |  |            | 1–1       | 1–0           |
| 2   | Gibraltar (B)  | 4 | 1 | 3 | 0 | 4  | 3  | +1  | 6   | baraż o awans          |  | 1–0        |           | 2–2           |
| 3   | Liechtenstein  | 4 | 0 | 2 | 2 | 3  | 6  | −3  | 2   |                        |  | 1–3        | 0–0       |               |

## Wyniki
| 5 września 2024 | San Marino  | 1:0   | Liechtenstein |                                                                     |
| 20:45 CEST      | Sensoli 53' | (0:0) |               | San Marino Stadium, Serravalle Widzów: 914 Sędzia: Andris Treimanis |

| 8 września 2024 | Gibraltar                 | 2:2   | Liechtenstein                   |                                                                   |
| 18:00 CEST      | Walker 8' · Scanlon 90+7' | (1:0) | 53' Saglam · 90+14' (k.) Hasler | Europa Point Stadium, Gibraltar Widzów: 681 Sędzia: Kristo Tohver |

| 10 października 2024 | Gibraltar  | 1:0   | San Marino |                                                                  |
| 20:45 CEST           | Britto 62' | (0:0) |            | Europa Point Stadium, Gibraltar Widzów: 677 Sędzia: Felix Zwayer |

| 13 października 2024 | Liechtenstein | 0:0   | Gibraltar |                                                              |
| 18:00 CEST           |               | (0:0) |           | Rheinpark Stadion, Vaduz Widzów: 1510 Sędzia: Horațiu Feșnic |

| 15 listopada 2024 | San Marino      | 1:1   | Gibraltar      |                                                                |
| 20:45 CET         | Nanni 90+2' (k) | (0:1) | 11' (k) Walker | San Marino Stadium, Serravalle Widzów: 1324 Sędzia: Igor Pajač |

| 18 listopada 2024 | Liechtenstein | 1:3   | San Marino                                  |                                                  |
| 20:45 CET         | Sele 40'      | (1:0) | 46' Lazzari · 66' (k) Nanni · 76' Golinucci | Rheinpark Stadion, Vaduz Sędzia: Jérémie Pignard |

## Strzelcy

### 2 gole
- Liam Walker
- Nicola Nanni

### 1 gol
- Ethan Britto
- James Scanlon
- Nicolas Hasler
- Ferhat Saglam
- Aron Sele
- Alessandro Golinucci
- Lorenzo Lazzari
- Nicko Sensoli